# Astrophyton muricatum
Astrophyton muricatum är en ormstjärneart som först beskrevs av Jean-Baptiste Lamarck 1816.  Astrophyton muricatum ingår i släktet Astrophyton och familjen medusahuvuden. Inga underarter finns listade i Catalogue of Life.